# Dicranomyia (Dicranomyia) quinquenotata
Dicranomyia (Dicranomyia) quinquenotata is een tweevleugelige uit de familie steltmuggen (Limoniidae). De soort komt voor in het Oriëntaals gebied.